# معيار أولي
المعيار الأولي  أو المعيار الأساسي  في علم القياس هو معيار دقيق بالشكل الكافي بحيث يتخذ مرجعاً ينسب إليه وهو ذو قيمة ثابتة بحيث لا يحتاج إلى إعادة ضبط مستمرة. تحدد المعايير الأولية بالكميات المرجعية مثل الطول أو الكتلة أو الزمن.
تستخدم المعايير الأولية لمعايرة وضبط المعايير الأخرى، التي يشار إليها أنها معايير تقنية.

## في الكيمياء
تستخدم المعايير الأولية بشكل كبير في الكيمياء التحليلية. يعرف المعيار الأولي أنه مادة كيميائية (كاشف كيميائي) يمكن وزنه بسهولة ويتمتع بنقاوة مرتفعة، وأن كتلته متوافقة بشكل نسبي مباشر مع عدد مولات المادة الموجودة.
تستخدم المعايير الأولية لتحضير المحاليل القياسية، التي تستخدم لتقييس التركيز بالمعايرة.

### الميزات
من ميزات الميار الأولي في الكيمياء التحليلية:
- النقاوة المرتفعة
- الثباتية العالية (قلة التفاعلية الكيميائية أو النشاط الكيميائي)
- قابلية استرطاب ضعيفة، للتقليل من تغير الوزن بسبب الرطوبة
- ارتفاع قيمة الوزن المكافئ للتقليل من الخطأ أثناء الوزن
- انعدام السمية
- سهولة التوفر

### أمثلة
من الأمثلة على المعايير الأولية وفق دستور الأدوية الأوروبي:
- حمض البنزويك لتقييس المحاليل القاعدية اللامائية: مثل هيدروكسيد الصوديوم أو هيدروكسيد البوتاسيوم في الإيثانول؛ أو هيدروكسيد رباعي بوتيل الأمونيوم (TBAH) في الميثانول أو إيزوبروبانول أو ثنائي ميثيل فورماميد (DMF).
- برومات البوتاسيوم (KBrO3) لتقييس محاليل ثيوكبريتات الصوديوم.
- فثالات هيدروجين البوتاسيوم (KHP) لتقييس المحاليل المائية القاعدية وحمض البيركلوريك في محاليل حمض الخليك.
- كربونات الصوديوم لتقييس الأحماض المائية: مثل حمض الهيدروكلوريك وحمض الكبريتيك وحمض النتريك؛ ولكن ليس حمض الخليك (حمض الأسيتيك).
- كلوريد الصوديوم لتقييس محاليل نترات الفضة.
- حمض السلفانيليك لتقييس محاليل نتريت الصوديوم.
- مسحوق الزنك الذي يحل في حمض الكبريتيك أو الهيدروكلوريك من أجل تقييس ثنائي أمين الإيثيلين رباعي حمض الأسيتيك (EDTA)

## اقرأ أيضاً
- محلول قياسي